# 蔡述明
蔡述明（1938年3月—2020年9月22日），广东潮州人，中华人民共和国自然地理学家、政治人物。
早年毕业于中山大学，加入中国民主促进会。担任中国科学院测量与地球物理研究所研究员。1998年1月起，任湖北省政协副主席。
2020年9月22日，蔡述明在武汉逝世，享年83岁。